# 花情曲
『花情曲』（はなのこえ）は、皇なつきによる日本の漫画作品。

## 概要
清朝時代に書かれた『聊斎志異』という短編小説集の一編、菊の精を娶る話を基に描かれた作品。
以下の5話から成る。
- 花情曲（はなのこえ、1990年増刊ASUKA外国ロマン・パラダイス号 掲載）
- 蝴蝶至春園（こちょうはしゅんえんにいたる、1991年増刊ASUKAファンタジーDX冬の号 掲載）
- 天網の疎（てんもうのそ、ミステリーDX増刊外国ロマンDX 1995年11月20日号 掲載）
- 花の薫る日（はなのかおるひ、ミステリーDX増刊外国ロマンDX 1997年初夏の号 掲載）
- 恋泉（れんせん、ミステリーDX増刊歴史ロマンDX 1997年夏の号 掲載）

## あらすじ
科挙に首席で合格した青年・宋貴祥は、長安一美しい牡丹の花を探していた。玉縁寺という廃寺で非常に美しく咲き誇る牡丹に目を奪われた貴祥は、手折ろうとしたところを、花番の如春という少年に咎められる。代わりに貰った別の牡丹も充分美しく、宰相に気に入られた貴祥は、宰相の娘を紹介される。
その夜、如春が昼間手折るなと言った牡丹を持ってくる。「これは待春という僕の姉です」という如春の言葉を信じていなかったが、言われたとおりに水をやると、牡丹の花はたちまち美しい娘になった。宰相の意図を全く解していなかった貴祥は、待春に一目惚れをし、すぐに契りを結ぶ。しかし、宰相の娘との縁談は進められており、心から愛する待春か、出世のための結婚か、選択を迫られる。

## 登場人物

### 主要人物
宋 貴祥（ソン クイシャン）
本作の主人公。科挙に首席合格した青年。試験のために勉強漬けの日々を送ってきたので、恋愛沙汰には疎い。詩の才能も大変高く、都中が新作を待ち望んでいるほど。
待春（タイチュン）
本作のヒロインの牡丹の花の精。絶世の美女。牡丹作りが上手で、高値で取引される。気が向けばただで譲るが、それ以外はどんなに大金を積まれても売らない。
如春（ルーチュン）
牡丹の花の精。待春の弟。貴祥と姉の仲を取り持ったが、予想以上に仲が良すぎて驚いている。
程（チェン）
科挙に次席合格した青年。糟糠の妻に支えられ、一児の父親。
作者が最も気に入っていた人物。幼なじみの妻との後日談の構想があったが、作品としては実現しなかった。

### 各話登場人物
鳳芹（フォンチン）
「花情曲」に登場。宰相の娘。父の役職を鼻にかけたわがままな娘。
愛華（アイホア）
「蝴蝶至春園」に登場。百花娘娘（ひゃっかニャンニャン、花の神のこと）に仕える平凡な日々に飽き、天界から下界へやって来た。蝶の姿で如春を惑わす。
藩 庭蘭（ファン ティンラン）
「天網の疎」に登場。科挙を受けるために上京したが、妓女に騙され一文無しに。貴祥の元に身を寄せる。
秋先（チュウシェン）
「花の薫る日」に登場。花好きの老人。若い頃、妻・翠絶（ツイジェ）を亡くし、庭の一角でその墓を守っている。
張（チャン）
「花の薫る日」に登場。役人。似非の花好きで、様々なところから花を持ってきては枯らしている。秋先の庭を買い取ろうとしている。
銀華（インホア）
「恋泉」に登場。両親・兄弟・婚約者が皆亡くなり、遠い親戚筋に当たる貴祥の元に身を寄せている。親族の葬儀で一粒の涙も流さなかった。
六天（リウテン）
「恋泉」に登場。護花使者。天帝からある使命を受けて、下界へやって来た。

## 単行本同時収録
虎嘯（こしょう）
1991年増刊ASUKAファンタジーDX夏の号 掲載
武科挙を受けに都へ向かう途中、崔廉（ツイリェン）は、山の奥深くで怪我をして動けなくなっている虎を手当てし介抱する。日が暮れ雨も降り出し、野宿を覚悟した崔廉は山に似つかわしくない美女・黄娘（ホァンニャン）と出会い、その家に逗留する。
その夜、滅多に帰らないという彼女の兄が帰り、不穏な会話を聞いてしまう。彼を山賊の一味だと思い込んだ崔廉は、こんなところにいては幸せになれまいと、翌朝黄娘に求婚する。兄も母も反対するが、決意の固い黄娘は崔廉と共に山を下りるが、麓の村人に「この山には人を喰う恐ろしい虎がいる」という話を聞く。
蛇姫御殿（へびひめごてん）
1990年増刊ASUKAフレッシュ・ファンタジー号 掲載、ASUKA漫画大賞を受賞した作者のデビュー作。
物心ついた時には山寺にいた敦衡。13歳の時に寺を訪ねてきた父は保科将衡という武人で、もし将来保科の家から迎えが来ても、たとえ保科の血が絶えようとも、決して還俗してはならぬと言いおき去って行った。
3年後、敦衡は父の言葉に背くこととなった。将衡が亡くなり、男児がいないからと還俗し、保科家の跡目を継いだのだ。しかし屋敷で紹介されたのは1歳年下の弟、男児がいないからと跡を継いだのになぜ弟がいるのかと訝る敦衡だが、自分と同じように最近養子先から呼び戻された双子の妹・宮子にも対面する。
親兄弟に会える喜びに溢れていた敦衡は、皆のよそよそしい態度に寂しさを感じる。やがて敦衡と宮子の2人は、保科家に伝わる忌まわしい風習を知る。
狐媚
ミステリーDX増刊「歴史ロマンDX」1997年冬の号 掲載

## 書籍情報
- 単行本（角川書店から発行、現在絶版）
  - 花情曲（1991年9月13日発売、ISBN 4-04-852313-9）
    - 収録作品：「花情曲」「蝴蝶至春園」「虎嘯」「蛇姫御殿」

  - 恋泉 -花情曲余話-（1998年1月30日発売、ISBN 4-04-852902-1）
    - 収録作品：「天網の疎」「花の薫る日」「恋泉」「狐媚」
- 文庫版（潮出版社から発行、シリーズ全5作を収録）
  - 花情曲（2005年10月5日発行、ISBN 4-26-701732-8）
- 特装版（エンターブレインから発行）
  - 恋泉 特装版（2010年5月1日発売、ISBN 978-4-04-726529-5）
    - 収録作品：シリーズ5作、「梁山伯と祝英台」「虎嘯」
- 復刊版（角川書店から発行、B5判）
  - 花情曲（2019年1月24日発売、ISBN 978-4-04-107936-2）
    - 収録作品：「花情曲」「蝴蝶至春園」「虎嘯」「蛇姫御殿」

  - 恋泉 -花情曲余話-（2019年1月24日発売、ISBN 978-4-04-107937-9）
    - 収録作品：「天網の疎」「花の薫る日」「恋泉」「狐媚」「おまけの花情曲」